# 中川藤右衛門
中川 藤右衛門（なかがわ とうえもん、1865年4月5日〈慶応元年3月10日〉 - 没年不明）は、日本の商人（中川屋、呉服洋反物商）、三重県多額納税者、三重県の大地主、銀行・会社の重役。族籍は三重県平民。

## 経歴
三重県人・鈴木平兵衛の弟。中川家の養子となり、1899年に家督を相続し、前名・魁蔵を改める。呉服洋反物商を営み、三重県下の多額納税者に列し又推されて津商工会議所常議員である。
津農商銀行取締役、三重合同電気、津電燈各監査役をつとめる。

## 人物
貴族院多額納税者議員選挙の互選資格を有する。趣味は囲碁。宗教は浄土宗。住所は三重県津市宿屋町（現・東丸之内）。

## 家族
中川家
- 養父・藤左衛門[4][5]あるいは藤右衛門[8][9][10]
- 妻・いと（1864年 - ?、養父の長女）[4]
- 養子[4]
- 長女[4]
- 二女[4]
- 三女[4]
- 四女[4]